# Son (zenei műfaj)

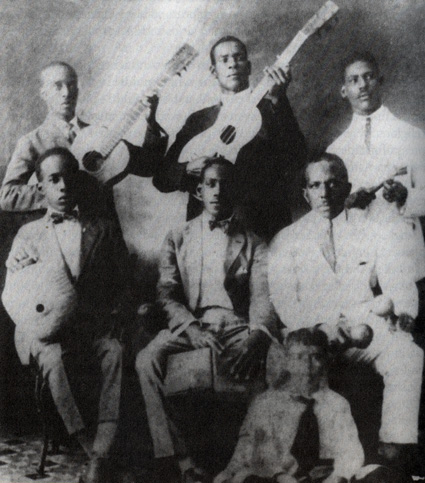
Sexteto Habanero (1920)

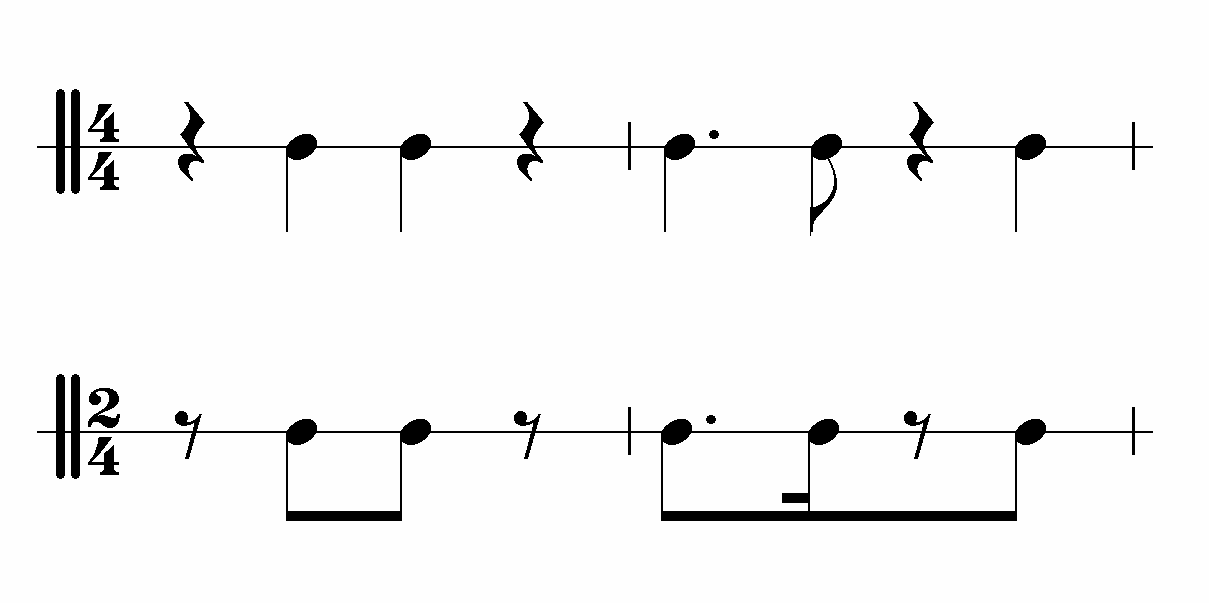
A latin zenében gyakran használt "clave del son" ritmusminta

A son cubano: zenei- és táncműfaj, amely a 19. század végén Kelet-Kuba hegyvidékén jött létre. Születését tekintve spanyol és afrikai eredetű elemek vegyüléke. Alapvető spanyol alkotóelemei közé tartozik az énekstílus, a lírai tempó és a spanyol gitárjátékból fakadó könnyedség. Másrészt jellegzetes a billentyűs ritmizálás, kérdés-válasz szerkezet, a ritmus szekció (bongo, maracas stb.). Ezek a bantu eredetű hagyományokban gyökereznek.
1917-ben készültek az első son-felvételek. Szép lassan a son Kuba legnépszerűbb és leghatásosabb műfajává vált. A XIX. század végén jelent meg a tánc Kubában (Guantánamo, Baracoa, Manzanillo y Santiago de Cuba), majd 1909-ben eljutott Havannába. Az 1920-as években lett népszerű a rádióadásoknak hála. 
A korai együttesek három-öt tagúak voltak, az 1920-as években a szextett vált a műfaj elsődleges formátumává. Az 1930-as évekre sok zenekar kiegészült egyéb hangszerekkel (trombita, konga, zongora...).
A son nemzetközi megjelenése az 1930-as évekre vezethető tehető. Számos zenekar turnézott Európában és Észak-Amerikában, és a műfaj bekerült a báltermekbe is. Az 1960-as években New York zenei életében a salsa nagy sikert aratott, és más latin-amerikai stílusok  népszerűségét is elősegítette.

## Híres előadók
- Pacho Alonso
- Abelardo Barroso
- Adalberto Álvarez
- Compay Segundo
- Pete "El Conde" Rodríguez (Pete Rodríguez)
- Celia Cruz
- Miguelito Cuní
- Carlos Embale
- Roberto Faz
- Ibrahim Ferrer
- El Guayabero
- Pío Leiva
- Miguel Matamoros
- Sonora Matancera
- Monguito
- Beny Moré
- Eliades Ochoa
- Guillermo Portabales
- Ignacio Piñeiro
- Ismael Rivera
- Arsenio Rodríguez
- Tito Rodríguez
- Ñico Saquito
- Leoni Torres